# João III Sobieski da Polônia
João III Sobieski, em polaco: Jan Sobieski; Olesko, 17 de agosto de 1629 – Wilanów, 17 de junho de 1696) foi o Rei da Polônia e Grão-Duque da Lituânia de sua eleição em 1674 até sua morte.
Foi um grande comandante militar, cujo reinado marcou um período de estabilidade para a Comunidade Polaco-Lituana. Fluente em várias línguas, era um homem muito culto (estudou na Universidade Jaguelônica). Popular entre os seus súbditos, era um grande general militar e ficou famoso pela sua vitória sobre os turcos em 1683, na Batalha de Viena. Graças às suas vitórias sobre o Império Otomano, os turcos nomearam-no o "Leão de Lehistan".

## Juventude

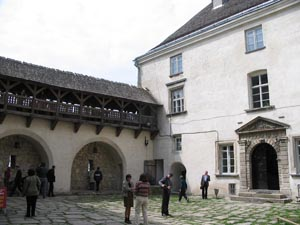
O local de nascimento de João Sobieski, o castelo Olesko

João Sobieski nasceu em 17 de agosto de 1629, em Olesko, uma pequena cidade perto de Lviv na Galiza (atualmente pertence à Ucrânia), e depois parte do Voivodato Ruteno do Reino da Polônia.
Seu pai, Jakub Sobieski, era o Voivoda da Rutênia e Castelão de Cracóvia; Sua mãe, Sofia Teofillia Daniłowicz era uma neta do Hetman Stanisław Żółkiewski.
João Sobieski passou sua infância em Żółkiew. Depois de concluir seus estudos no Colégio Nowodworski em Cracóvia em 1643, formou-se na faculdade de filosofia da Universidade Jaguelônica em 1646.
Após o término de seus estudos, passou dois anos viajando pela Europa Ocidental, na companhia de seu irmão Marek Sobieski. Estiveram em Leipzig, Antuérpia, Paris, Londres, Leiden e Haia. Durante esse tempo, travaram relações com figuras influentes da época, como Luis II de Bourbon-Condé, Carlos II da Inglaterra e Guilherme II, Príncipe de Orange. Durante este período também aprendeu francês, alemão e italiano, além do latim.
Os irmãos retornaram à Polônia-Lituânia em 1648. Ao receberem a notícia da morte do rei Vładisłau IV Vasa e as hostilidades da revolta Khmelnytsky, eles se ofereceram para o exército. Ambos lutaram no cerco de Zamość. Criaram e comandaram suas próprias forças de cavalaria (uma leve de " cossacos " e uma pesada, de hussardos poloneses).
Logo, a fortuna da guerra separou os irmãos. Em 1649, Jakub lutou na Batalha de Zboriv. Em 1652, Marek morreu em cativeiro tártaro após sua captura na Batalha de Batih. João foi promovido ao posto de pułkownik (governador) e lutou com distinção na Batalha de Berestechko.
Considerado um comandante promissor, João foi enviado pelo rei João II Casimiro a Constantinopla no Império Otomano como um dos enviados numa missão diplomática de Mikołaj Bieganowski. Lá, Sobieski aprendeu os idiomas tártaro e turco, além de estudar tradições e táticas militares turcas. É provável que ele tenha participado das forças polacos-tártaras associadas na Batalha de Okhmativ, em 1655.
Após o início da invasão sueca da Polônia conhecida como "O Dilúvio", João Sobieski estava entre os regimentos da Grande Polônia liderados por Krzysztof Opaliński, Palatino de Poznań, que capitulou em Ujście e jurou fidelidade ao rei Carlos X Gustavo da Suécia. Porém, ao final de março de 1656, ele abandonou seu juramento, voltando a apoiar o rei polonês, João II Casimiro Vasa, alistando sob o comando dos hetmans Stefan Czarniecki e Jerzy Sebastian Lubomirski.

## Comandante

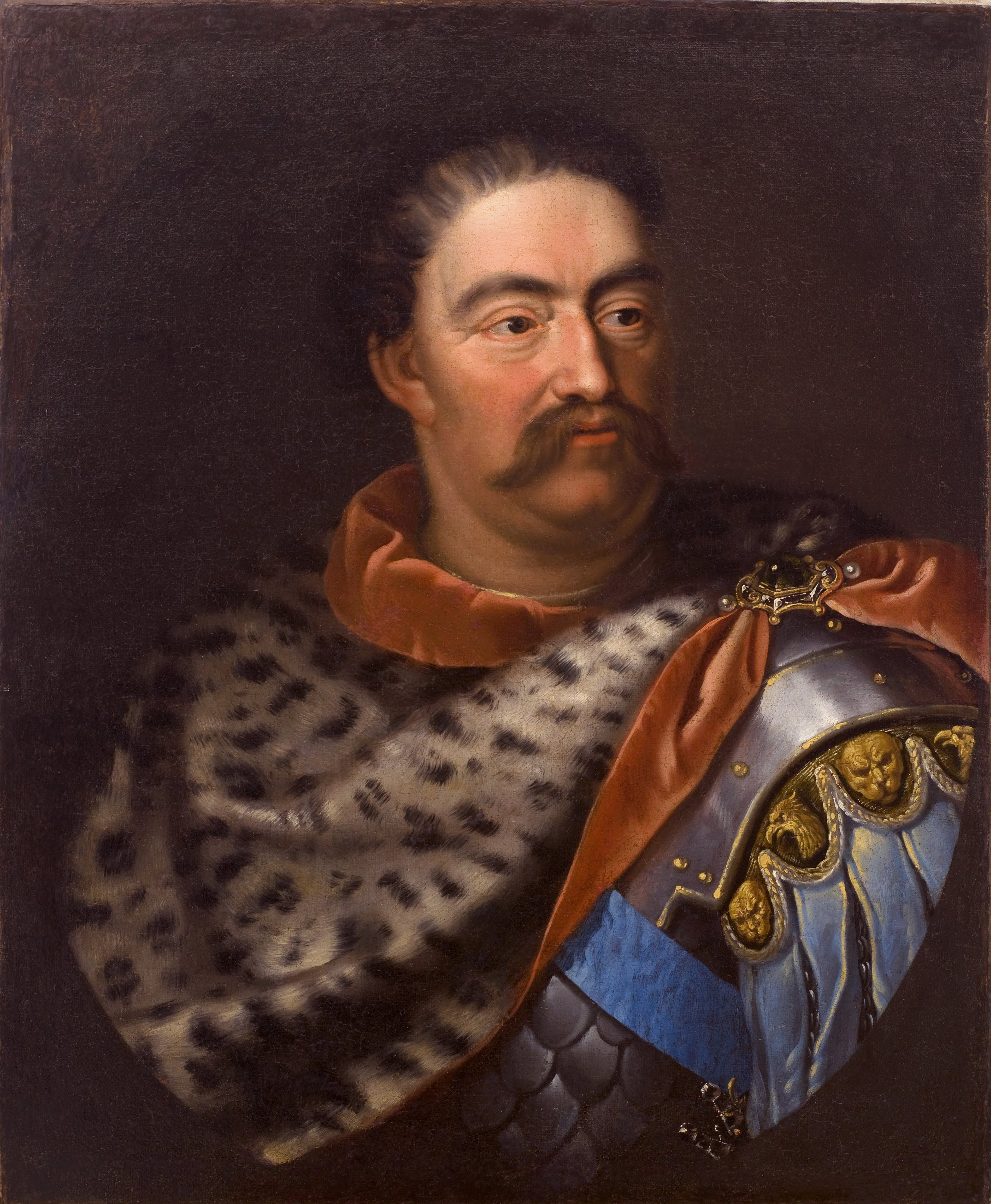
Retrato de João Sobieski por Jan Tricius

Durante a batalha de três dias de Varsóvia de 1656, Sobieski comandou um regimento forte de 2.000 homens da cavalaria tártara. Participou do cerco de Toruń em 1658. Em 1659 foi eleito deputado ao Sejm (parlamento polonês) e foi um dos negociadores poloneses no Tratado de Hadiach com os cossacos. Em 1660, participou da última ofensiva contra os suecos na Prússia e recebeu recompensas da Coroa Polaco-Lituana. Participou em seguida da guerra contra os russos, tomando parte nas batalhas de Slobodyshche e de Lyubar, sendo novamente um dos negociadores de um novo tratado com os cossacos (o Tratado de Cudnów).
Através de conexões pessoais, tornou-se um forte defensor da facção francesa na corte polaca, representada pela Rainha Marie Louise Gonzaga. Sua fidelidade pró francesa seria reforçada em 1665, quando se casou com Marie Casimire Louise de la Grange d'Arquien e foi promovido ao cargo de Grande Marechal da Coroa e, no ano seguinte, ao cargo de Hetman da Coroa. Em 1662 foi novamente eleito deputado do Sejm e participou do trabalho de reforma do código militar.  João também foi membro do Sejm em 1664 e 1665. Sobieski permaneceu leal ao Rei durante a Rebelião de Lubomirski (1665-66), embora tenha sido uma difícil decisão para ele. Acabou derrotado na Batalha de Masty e assinou o Acordo de Łęgonice, que pôs fim à Rebelião de Lubomirski.   
Em outubro de 1667, alcançou outra vitória sobre os cossacos de Petro Doroshenko e seus aliados tártaros da Criméia na Batalha de Podhajce, durante a Guerra Polaco-Cossaco-Tártara (1666-71), o que lhe permitiu recuperar sua imagem como líder militar qualificado. Mais tarde naquele mesmo ano, em novembro, seu primeiro filho, James Louis Sobieski, nasceu em Paris.

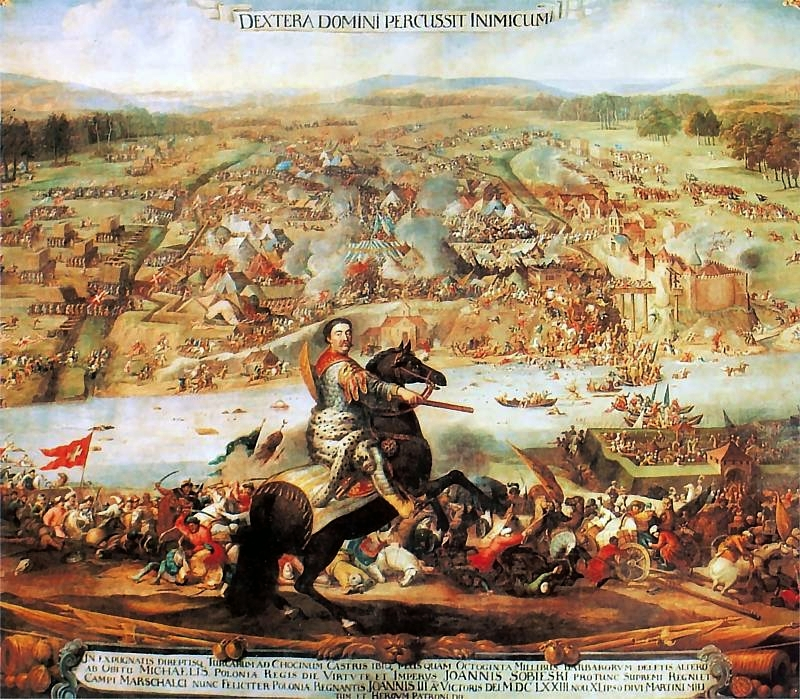
João III Sobieski, o vencedor da Batalha de Chocim.

Em 1668, tornou-se o Grande Hetman da Coroa, portanto, o comandante-chefe de todo o exército da república das Duas Nações.   
Após a abdicação de João II Casimiro, João Sobieski apoiou a candidatura francesa de Luis, Príncipe de Condé ao trono polonês, o que o opôs à Felipe Guilherme, eleitor Palatino. Após a eleição de Miguel I Wiśniowiecki, João e seus aliados juntaram-se à oposição e ajudaram a vetar vários sejms (incluindo os de coroação), e sua atitude mais uma vez resultou na perda de popularidade entre os szlachta regulares. Por outro lado, suas vitórias militares contra os tártaros invasores em 1671 o ajudaram a ganhar outros aliados.  
No ano de 1672, a república polaco-lituana achava-se dividida já que a facção pró francesa de Sobieski e a facção pró Miguel I Wiśniowiecki formaram duas confederações, apesar da crescente preocupação com as incursões otomanas no âmbito da Guerra Polaco-Otomana (1672-1676). 
Sobieski adicionou uma grande vitória à sua lista em 11 de novembro de 1673, quando derrotou os otomanos na Batalha de Chocim. A notícia da batalha coincidiu com a da morte de Miguel I, o que fez de Sobieski uma das principais figuras do Estado, concorrendo para sua eleição ao trono Polaco-Lituano, com pouquíssimos opositores. Devido à guerra em curso, exigindo que Sobieski estivesse na linha de frente, a cerimônia de coroação foi sucessivamente adiada, de modo que João Sobieski foi coroado João III somente em 2 de fevereiro de 1676; quase dois anos após sua eleição.

## Rei da Polônia
Embora a Polônia-Lituânia fosse na época o maior e um dos mais populosos estados da Europa, Sobieski ascendeu ao trono de um país devastado por quase meio século de guerra constante. O tesouro estava praticamente vazio e a corte tinha pouco a oferecer aos poderosos magnatas, que muitas vezes se aliavam a cortes estrangeiras em detrimento do próprio país.

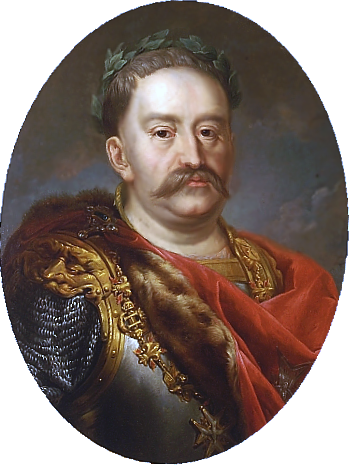
Rei João III Sobieski

Sobieski teve uma série de planos de longo prazo, incluindo o estabelecimento de sua própria dinastia na República das Duas Nações. Uma das suas ambições era unificar a Europa cristã numa cruzada para expulsar os turcos do continente.
A partir do outono de 1674, ele recomeçou a guerra contra os otomanos e conseguiu recuperar uma série de cidades e fortalezas de incluindo Bratislava, Mogilev e Bar, o que lhe permitiu restabelecer uma linha fortemente defendida na fronteira sul da Polônia a da Ucrânia. Em 1675, Sobieski derrotou os turcos e os tártaros alcançando Lviv. Em 1676, os tártaros iniciaram uma contra-ofensiva e cruzaram o Dnieper, mas não conseguiram retomar a cidade estratégica de Żórawno, e o tratado de paz de Żurawno foi assinado logo depois.
Embora Kamieniec Podolski e grande parte da Podólia continuassem a ser uma parte do Império Otomano, a Polônia obteve o retorno das cidades de Bila Tserkva e Pavoloch.
A assinatura do tratado com os otomanos permitiu um período de paz necessário para a recuperação do país e o fortalecimento da autoridade real. Sobieski conseguiu reformar completamente o exército polonês. Os militares foram reorganizados em regimentos, a cavalaria polonesa adotou formações de hussardos e dragões, adquiriram-se novas armas e introduziram-se novas táticas de artilharia.
Sobieski também almejou conquistar a Prússia com o concurso de tropas suecas e apoio francês, face ao apoio dado pelas Casas de Brandenburgo e Habsburgo aos seus inimigos internos que planejaram destituí-lo e eleger Carlos de Lorena, em seu lugar.
Sobieski começou a distanciar-se da facção pró francesa, o que, por sua vez, resultou no resfriamento das relações franco-polonesas. Ele fez a paz com a facção pró Habsburgo, e começou a aproximar-se uma aliança com a Áustria. Embora isso não tenha acabado com a existência de uma forte oposição interna, veio a mudar uma série de lealdades, permitindo o enfraquecimento temporário reforçado com manobras políticas bem sucedidas do rei, incluindo a concessão do título de Grande Hetman a Stanisław Jan Jabłonowski, um dos principais líderes da oposição.
Consciente de que a Polônia não tinha aliados e arriscava a guerra contra a maioria dos seus vizinhos (uma situação semelhante ao Dilúvio), em 1683; Sobieski aliou-se a Leopoldo I, do Sacro Império Romano. A aliança foi assinada por diplomatas em 31 de março de 1683 e ratificada pelo imperador e pelo parlamento polonês dentro de semanas. Embora visasse diretamente os otomanos e indiretamente a França, trouxe a vantagem de obter apoio interno para a defesa das fronteiras ao sul da Polônia, representando o início do que se tornaria a Santa Liga, defendida pelo Papa Inocêncio XI para preservar a cristandade.
Enquanto isso, na primavera de 1683, espiões poloneses descobriram os preparativos turcos para uma campanha militar. Sobieski temia que o alvo pudesse ser as cidades polonesas de Lviv e Cracóvia. Visando fazer frente à ameaça, Sobieski iniciou a fortificação das cidades e ordenou o recrutamento militar universal. Em julho, o enviado austríaco pediu auxílio aos poloneses. Logo depois, o exército polonês começou a se reunir para uma expedição contra os otomanos, e em agosto juntaram-se aos aliados bávaros e saxões sob Carlos de Lorena.

## A Batalha de Viena

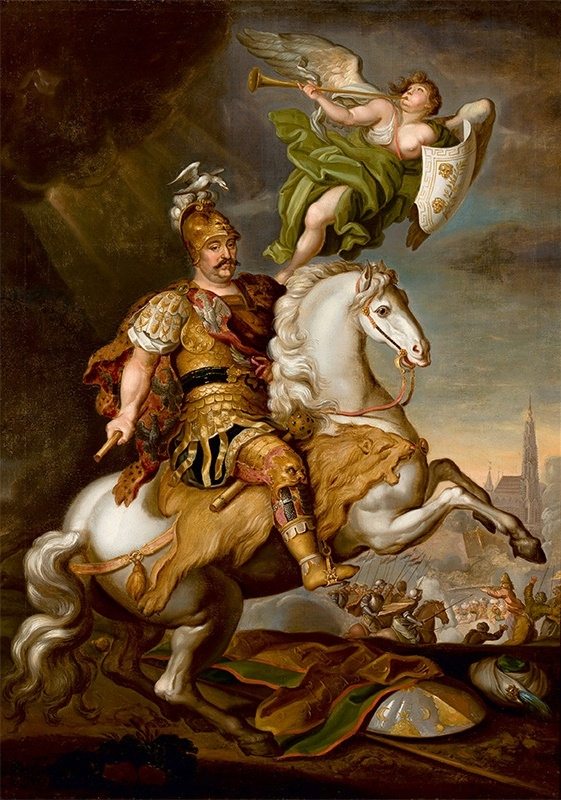
João III Sobieski, o vencedor da batalha de Viena.

O maior êxito militar de Sobieski ocorreu em 1683, com sua vitória na Batalha de Viena, no comando conjunto das tropas polaco-alemãs, contra os turcos otomanos invasores comandados por Kara Mustafa, que sitiavam a capital austríaca.
Quando as forças polonesas chegaram a Viena, o exército otomano estava perto de violar a muralha da cidade. Sobieski ordenou o ataque, em 12 de setembro, lançando seu exército de aproximadamente setenta mil homens contra uma força turca de cerca de cem mil soldados.
Durante a madrugada, depois de observar a infantaria da colina de Kahlenberg, Sobieski liderou a cavalaria dos hussardos poloneses, em conjunto com austríacos e alemães, numa carga maciça, pela encosta. Logo a linha de batalha otomana foi quebrada, e as forças otomanas dispersaram-se em desordem. Por volta das cinco e trinta da tarde, Sobieski entrou na barraca deserta de Kara Mustafa. A batalha de Viena terminara. 

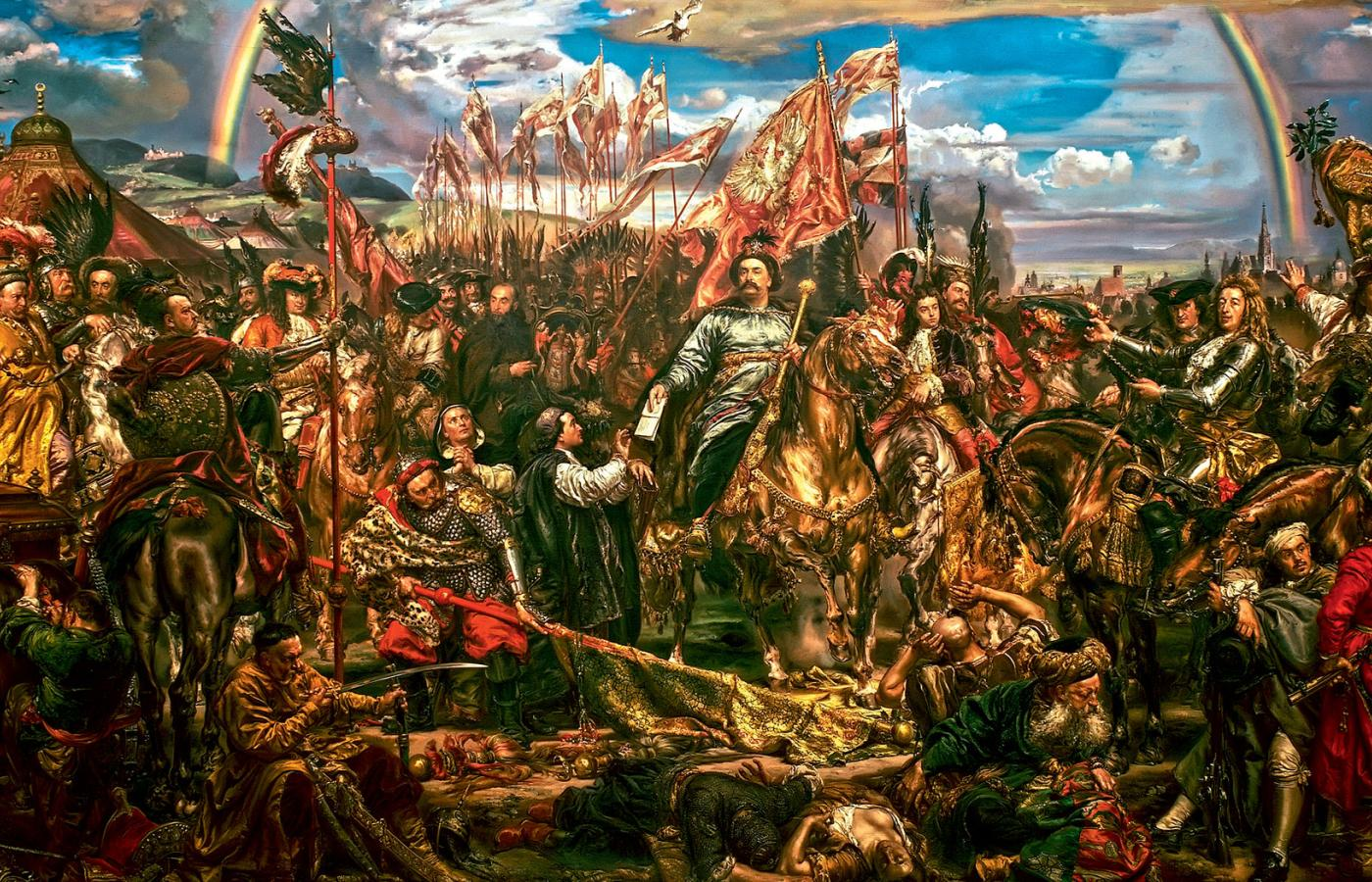
"Sobieski enviando a mensagem de vitória para o Papa, após a Batalha de Viena" por Jan Matejko.

O Papa e outros dignitários estrangeiros saudaram Sobieski como "salvador de Viena e da civilização europeia ocidental". Numa carta a sua esposa, ele escreveu: "Todas as pessoas comuns beijaram minhas mãos, meus pés, minhas roupas; outras só me tocaram, dizendo: 'Ah, deixe-nos beijar uma mão tão valente!'".
A guerra com os otomanos ainda prosseguiu, e Sobieski voltou a defrontar-se com os turcos na Batalha de Párkány, entre 7 e 9 de outubro. Após as primeiras vitórias, contou com o auxílio da Santa Liga, sem todavia obter recompensas territoriais ou políticas.
A prolongada campanha também enfraqueceu a posição de Sobieski em casa. Durante os quatro anos seguintes, a Polônia bloquearia a fortaleza-chave de Kamenets, e os tártaros otomanos lhe atacariam as fronteiras. Em 1691, Sobieski realizou outra expedição à Moldávia, mas sem obter vitórias decisivas.

## Últimos Anos
Embora tenha passado muito tempo nos campos de batalha, o que poderia sugerir um bom estado de saúde, esta tornou-se cada vez mais precária.
O rei João III Sobieski morreu a 17 de junho de 1696 em Wilanów, Polônia, em decorrência de um ataque cardíaco repentino. Maria Casimira Luisa, sua esposa, morreu em 1716, na cidade de Blois, na França, e seu corpo foi transladado à Polônia. Eles estão sepultados juntos na Catedral de Wawel, na cidade de Cracóvia, na Polônia. Ele foi sucedido por Augusto II, o Forte.

## Legado
João Sobieski foi o último rei polonês a reinar com grandeza. Após sua morte, o reino prosseguiu imerso em divisões e disputas políticas da nobreza polaco-lituana, que levaram ao progressivo enfraquecimento do Estado, culminando no seu completo desaparecimento em meados do século seguinte.  
Lembrado na Polônia como um "herói-rei", vencedor em Viena, que derrotou a ameaça otomana, sua história foi contada em muitas obras da literatura do século XIX. 
Ele não conseguiu reformar a república em dificuldades nem garantir o trono para seu herdeiro. Demonstrou porém elevada capacidade militar, sendo também um homem extremamente culto, patrono da ciência e das artes. 
Sobieski apoiou o astrônomo Johannes Hevelius, o matemático Adam Adamandy Kochański e o historiador e poeta Wespazjan Kochowski.  Durante seu reinado, foi construído o Palácio de Wilanów, um dos mais preciosos monumentos da cultura nacional polonesa.

## Títulos
Após a sua eleição como monarca da Comunidade Polaco-Lituana em 1674, os títulos de João III eram:
- em latim: Joannes III, Dei Gratia rex Poloniae, magnus dux Lithuaniae, Russiae, Prussiae, Masoviae, Samogitiae, Livoniae, Smolenscie, Kijoviae, Volhyniae, Podlachiae, Severiae, Czernichoviaeque, etc.[35]
- em polonês/polaco:  Jan III, z łaski bożej, król Polski, wielki książę litewski, ruski, pruski, mazowiecki, żmudzki, kijowski, wołyński, podlaski i czernichowski, etc.
- Tradução em Português: João III, pela graça de Deus Rei da Polónia, Grão-Duque da Lituânia, Rutênia, Prússia, Mazóvia, Samogícia, Livónia, Smolensk, Kiev, Volínia, Podláquia, Severia e Chernihiv, etc.

## Casamento e descendência

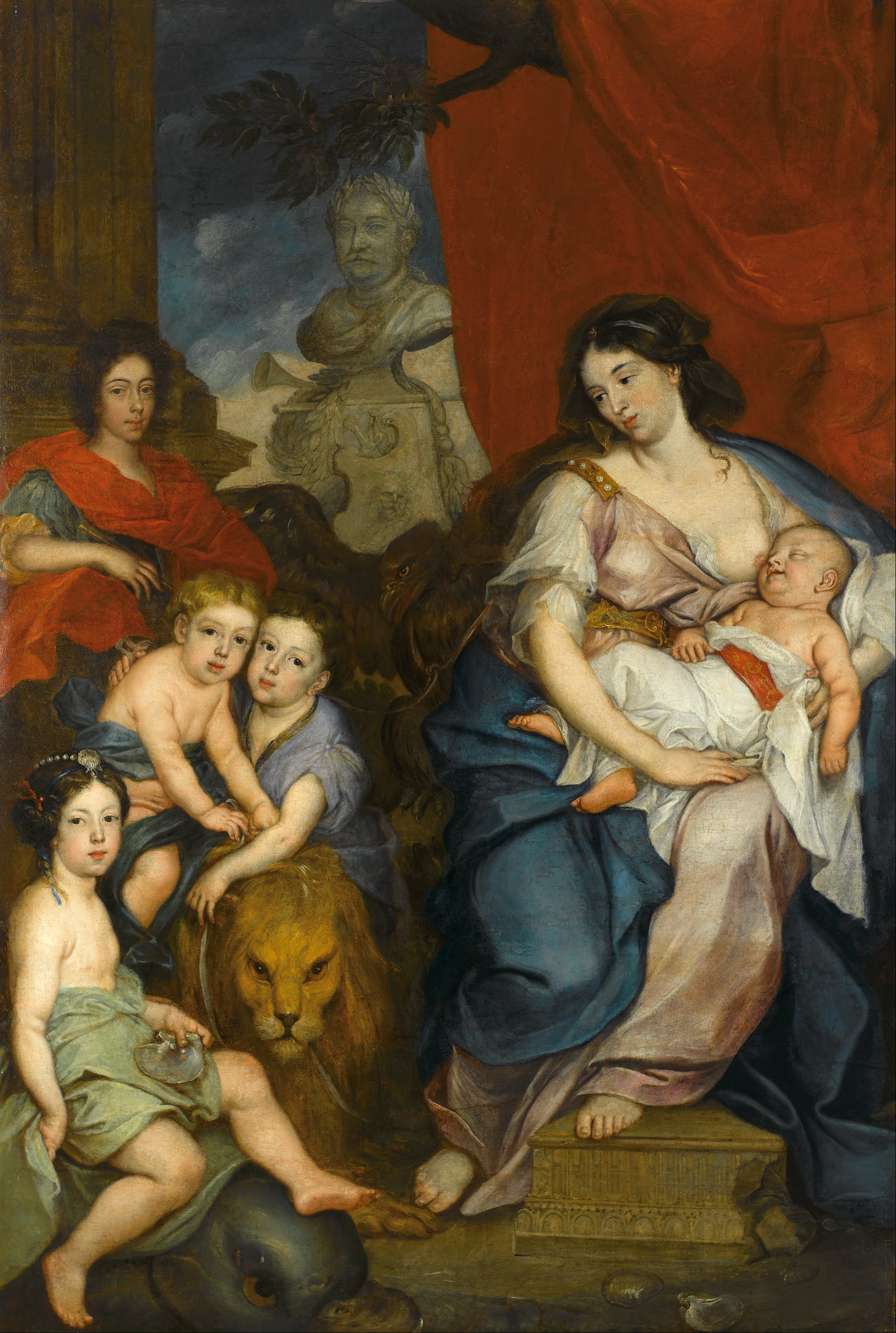
A rainha Maria Casimira com seus filhos. O busto de Sobieski aparece ao fundo.

Em julho de 1665, em Varsóvia, João Sobieski casou-se com Maria Casimira Luísa de La Grange d'Arquien, nobre de origem francesa, viúva do magnata polaco João "Sobiepan" Zamoyski (1627–1665).
Foi um casamento bastante feliz e dele nasceram treze crianças das quais apenas quatro atingiram a idade adulta:
- Jaime Luís (2 de novembro de 1667 – 19 de dezembro de  1737), Príncipe-herdeiro da Polônia, que casou com Edviges Isabel de Neuburgo,[36] com descendência;
- Filhas gêmeas (9 de maio de 1669), natimortas ou falecidas logo após o nascimento;
- Teresa Teófila (outubro de 1670), era uma criança frágil e não sobreviveu por mais de um mês. A criança nasceu e morreu enquanto sua mãe estava na França;
- Adelaide Luísa (15 de outubro de 1672 – 10 de fevereiro de 1677), chamada de "Barbelune", morreu com quatro anos após uma longa e dolorosa doença;
- Maria Teresa (18 de outubro de 1673 – 7 de dezembro de 1675), chamada de "La Mannone", morreu com dois anos, menos de dois meses antes da coroação de seus pais. A morte da filha amada mergulhou o casal real em profundo desespero, expresso nas cartas escritas pelos cônjuges nesse período. Maria Casimira escreveu em uma carta ao marido: "Estou tão devastada pela preocupação que acho que nunca vou me recuperar. Que Deus me permita esquecer isso." Durante esse tempo, Maria Casimira estava doente, sofrendo de tosse grave, desmaios e febre;
- Filha (outubro de 1674), natimorta ou falecida logo após o nascimento;
- Teresa Cunegunda (4 de março de 1676 – 10 de março de 1730), casou-se com Maximiliano II Emanuel, Eleitor da Baviera, com descendência;
- Alexandre Benedito (6 de setembro 1677 – 19 de novembro de 1714), solteiro e sem descendência;
- Filha (13 de novembro de 1678), natimorta ou falecida logo após o nascimento;
- Constantino Ladislau (1 de maio de 1680 – 28 de fevereiro de 1726), casou-se com Maria Josefa Wessel, sem descendência;
- João (4 de junho de 1682 – 1 de janeiro/12 de abril de 1685), morreu aos dois anos de idade;
- Filha (20 de dezembro de 1684), natimorta ou falecida logo após o nascimento.